# حکومت نظامی یونان
حکومت نظامی یونان (یونانی: καθεστώς των Συνταγματαρχών) که به نام حکومت سرهنگ‌ها نیز شناخته می‌شود، دنباله‌ای از خونتاها بود که از ۱۹۶۷ تا ۱۹۷۴ بر یونان حکومت کردند. در ۲۱ آوریل ۱۹۶۷ گروهی از سرهنگ‌های ارتش دولت موقت جورجیوس پاپاندرو[en] را یک ماه قبل از برگزاری انتخابات سرنگون کرده و حکومت را در دست گرفتند. در ۱۳ دسامبر همان سال شاه یونان کنستانتین دوم سعی کرد با یک کودتای دیگر حکومت را به نیروهای وفادار به خود بازگرداند اما این نقشه با شکست مواجه و به تبعید او از کشور انجامید. سلطنت در یونان طی رفراندومی در سال ۱۹۷۳ ملغی شد.
حکومت سرهنگ‌ها یک دیکتاتوری راستگرا بود و سیاست‌های فرهنگی راست، تحدید آزادی‌های مدنی، زندانی کردن، شکنجه و تبعید مخالفان سیاسی را در پیش گرفت. این حکومت در نهایت در ۲۴ ژوئیه ۱۹۷۴ تحت فشار حاصل از تجاوز نظامی ترکیه به قبرس از قدرت کنار رفت و به جمهوری سوم یونان (حکومت کنونی یونان) منتهی شد.